# Лакричное ассорти
Лакричное ассорти (фин. Lakritsi) — традиционная британская, а в дальнейшем и финская сладость, конфеты на основе лакрицы с различными добавками.

## История
Согласно легенде, ассорти возникло следующим образом: в 1899 году Чарли Томпсон, торговый представитель британской фирмы «Bassett & Co Ltd» из города Шеффилда, споткнулся и уронил поднос с образцами, на котором показывал клиенту разные сладости. Смешавшиеся в кучу разноцветные конфеты произвели приятное впечатление на клиента, после чего компания наладила массовый выпуск ассорти.
На сегодняшний день лакричное ассорти производится несколькими компаниями в разных странах, в частности, оно популярно в Австралии и Скандинавии. Так, например в Финляндии выпуск лакричного ассорти был начат в 1955 году компанией «Hellas» из города Турку. Позднее к ней присоединились компании «Malaco», «Rainbow» и другие. На сегодняшний день лакричное ассорти является одной из самых продаваемых сладостей в Финляндии и ряде других стран Северной Европы.
В Австралии команда по регбилигу «Пенрит Пантерз» имеет прозвище «Лакричное ассорти», связанное с цветом формы, которую игроки команды носили в 1990-е годы[значимость факта?].

## Описание

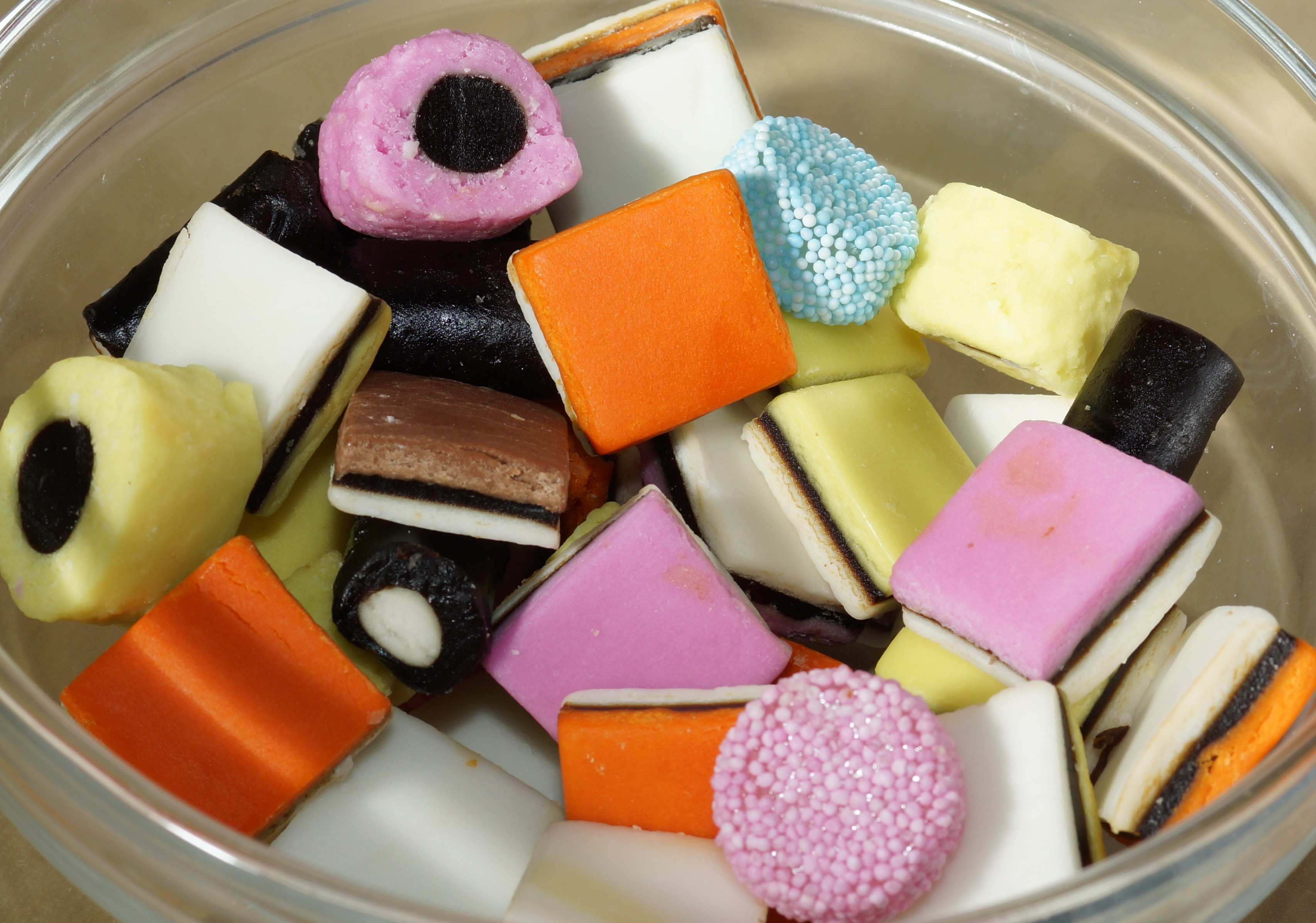
Лакричное ассорти

Характерной особенностью ассорти является форма входящих в него конфет. Большинство из них напоминают по форме российский слоёный мармелад, но в данном случае слои лакрицы перемежаются с разноцветными слоями с фруктовым вкусом. Другой тип конфет, входящих в состав ассорти, представляет собой «рулетики» с лакричным центром и фруктовым внешним слоем.
Поскольку не всем людям нравится вкус лакрицы, производители, включая компанию «Bassett & Co Ltd», периодически экспериментировали с производством лакричного ассорти без лакрицы. Данный продукт все равно сохранял внешний вид, характерный для конфет с лакрицей, а вместе с ним и парадоксальное, на первый взгляд, название.
Символ компании «Bassett» — собранный из лакричных конфет человечек Берти Бассет — стал частью британской массовой культуры и, в частности, вдохновил создателей сериала «Доктор Кто» на создание эпизода «Патруль счастья», где фигурирует лакричный злодей Кэндимэн.